# بنیاد هنری هیل

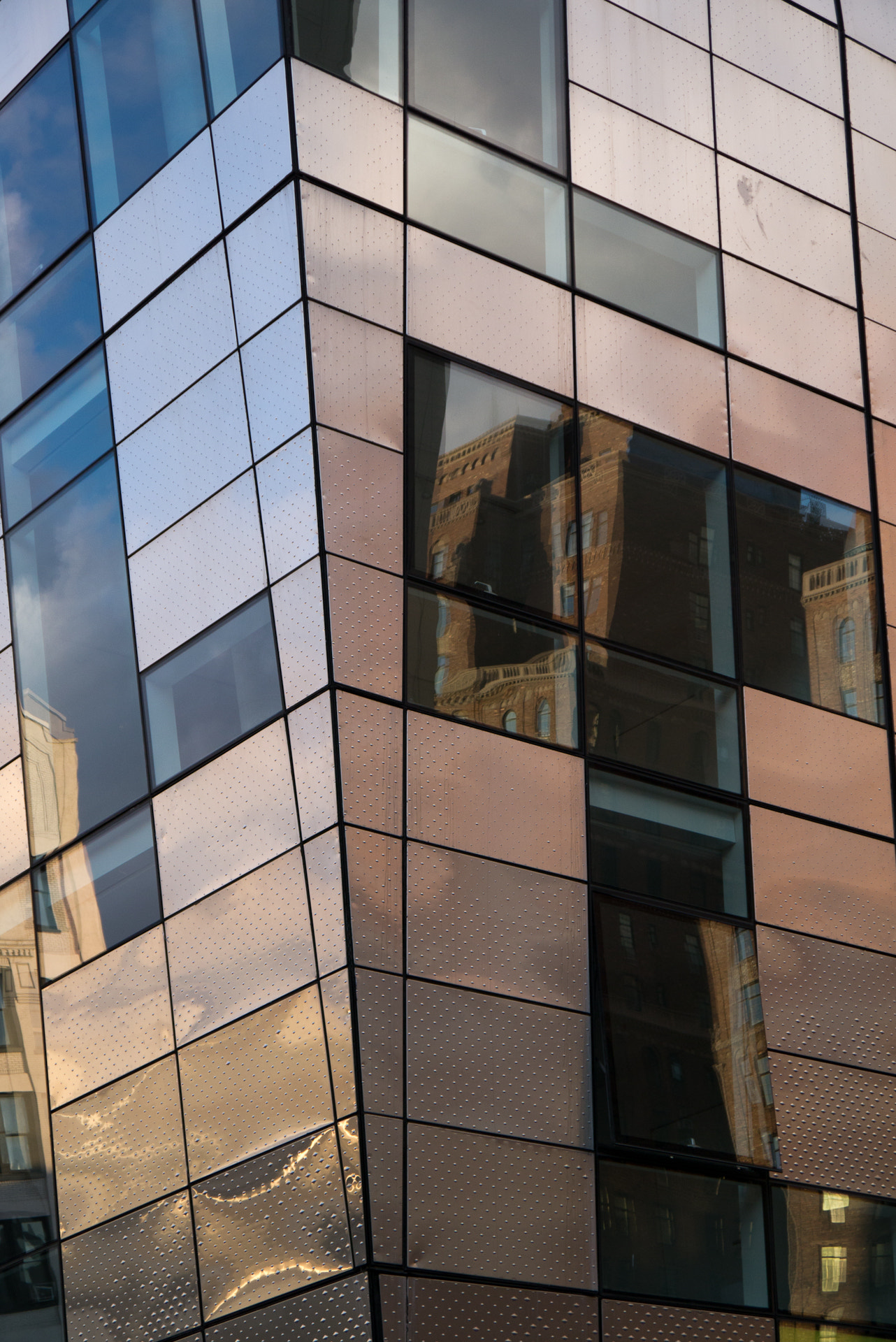
ساختمان بنیاد هنر هیل، نمایی ازهای لاین

بنیاد هنری هیل (به انگلیسی: Hill Art Foundation) یک نمایشگاه عمومی و فضای آموزشی است که در محله چلسی نیویورک واقع شده‌است. این بنیاد توسط جی. تومیلسون و جانین هیل تأسیس و در فوریه ۲۰۱۹ به روی عموم گشوده شد. این مجموعه در خیابان دهم و خیابان ۲۴ غربی در گتی پیتر مارینو واقع شده‌است. در این فضا آثاری از مجموعه بنیاد هنری هیل و همچنین آثاری به صورت امانت به نمایش گذاشته می‌شود. بازدید از این بنیاد برای عموم آزاد و رایگان است و برنامه‌های آموزشی همگانی و همچنین برای دانش‌آموزان دبیرستان شهر نیویورک ارائه می‌کند.

## عملکرد مجموعه هیل
مجموعه هیل بر جمع‌آوری چهار دسته اصلی تمرکز دارد: برنزهای رنسانس، باروک، نقاشی‌های استاد قدیمی و استادان مدرن و هنرمندان معاصر. آثاری از مجموعه هیل، از جمله نمایشگاه رنسانس و باروک در سال ۲۰۱۴، به موزه‌های برجسته در سراسر جهان امانت داده شده‌است.